# カール・ルートヴィヒ (画家)
カール・ルートヴィヒ（Karl Julius Emil Ludwig、1839年1月18日 - 1901年9月17日）はドイツの風景画家である。

## 略歴
ザクセン＝マイニンゲン公国のレムヒルト(Römhild)に生まれた。兄に画家のアウグステ・ルートヴィヒ(Auguste Ludwig: 1834-1909)、姉に作家のユリエ・ルートヴィヒ(Julie Ludwig:1832-1894)がいて、有名な作家のオットー・ルートヴィヒ(1813-1865)はいとこにあたる。
ニュルンベルクやミュンヘンで彫刻を学んだ後、絵画に転じ、1862年にミュンヘン美術院に入学し、カール・フォン・ピロティらに学んだ。バイエルンの風景や北イタリアの風景を描くために何度も写生旅行した。1868年にデュッセルドルフに移り、デュッセルドルフの美術家協会、「Malkasten」の会員になった。1871年からフィンランド出身の画家 Fanny Churbergの個人教授をした。
1877年にシュトゥットガルトの美術学校の風景画の教授に招かれ1880年まで教授を務めた。ルートヴィヒの教えた学生には、 ベルンハルト・ブッターザック(Bernhard Buttersack :1858-1925)らがいる。1880年にベルリンに移り、1884年にベルリンの美術アカデミーの会員になった。ベルリンやミュンヘンの国際美術展で何度か入選した。ベルリンで没した。

## 作品

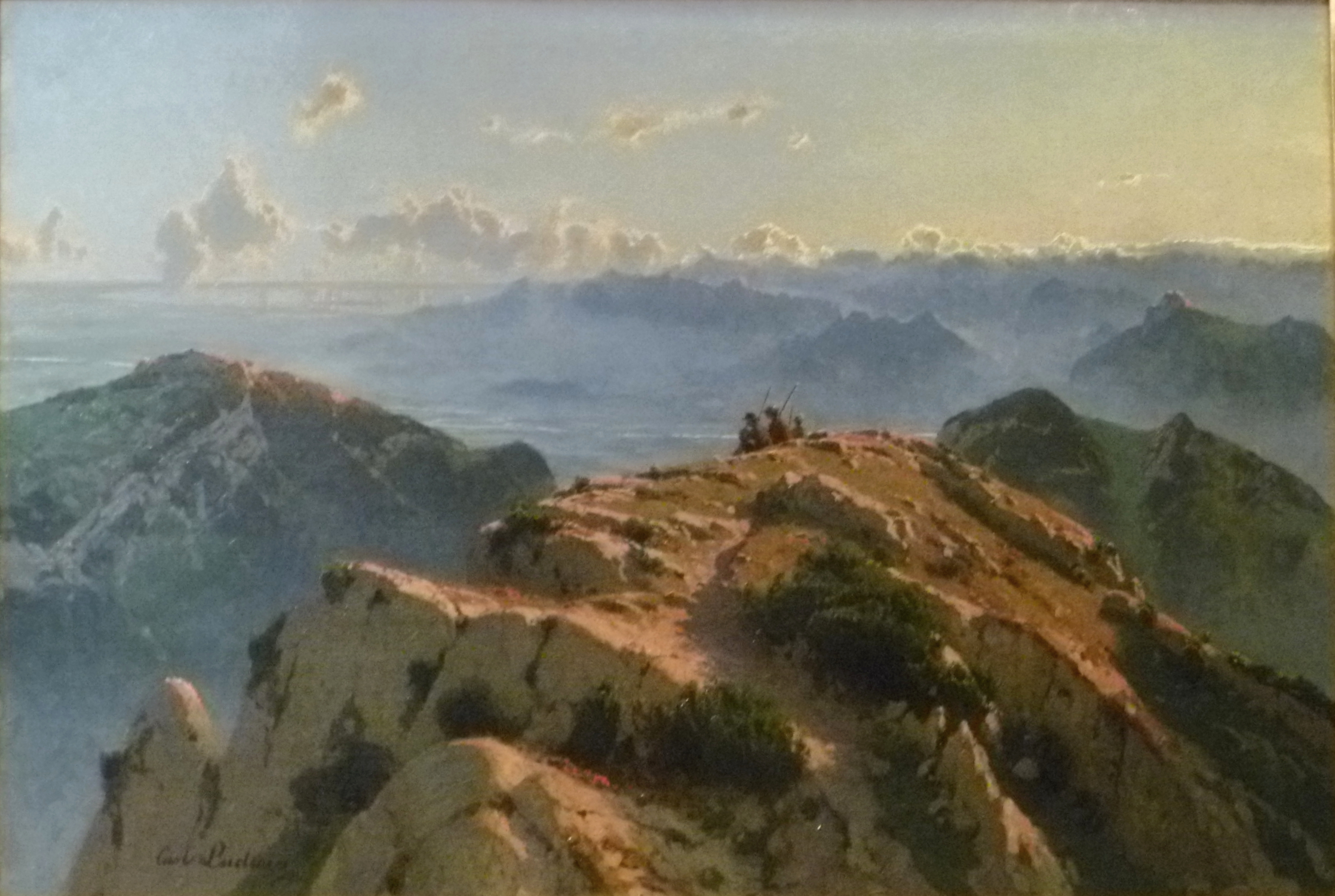
「ヴェンデルシュタイン山の日の出」 (1899)
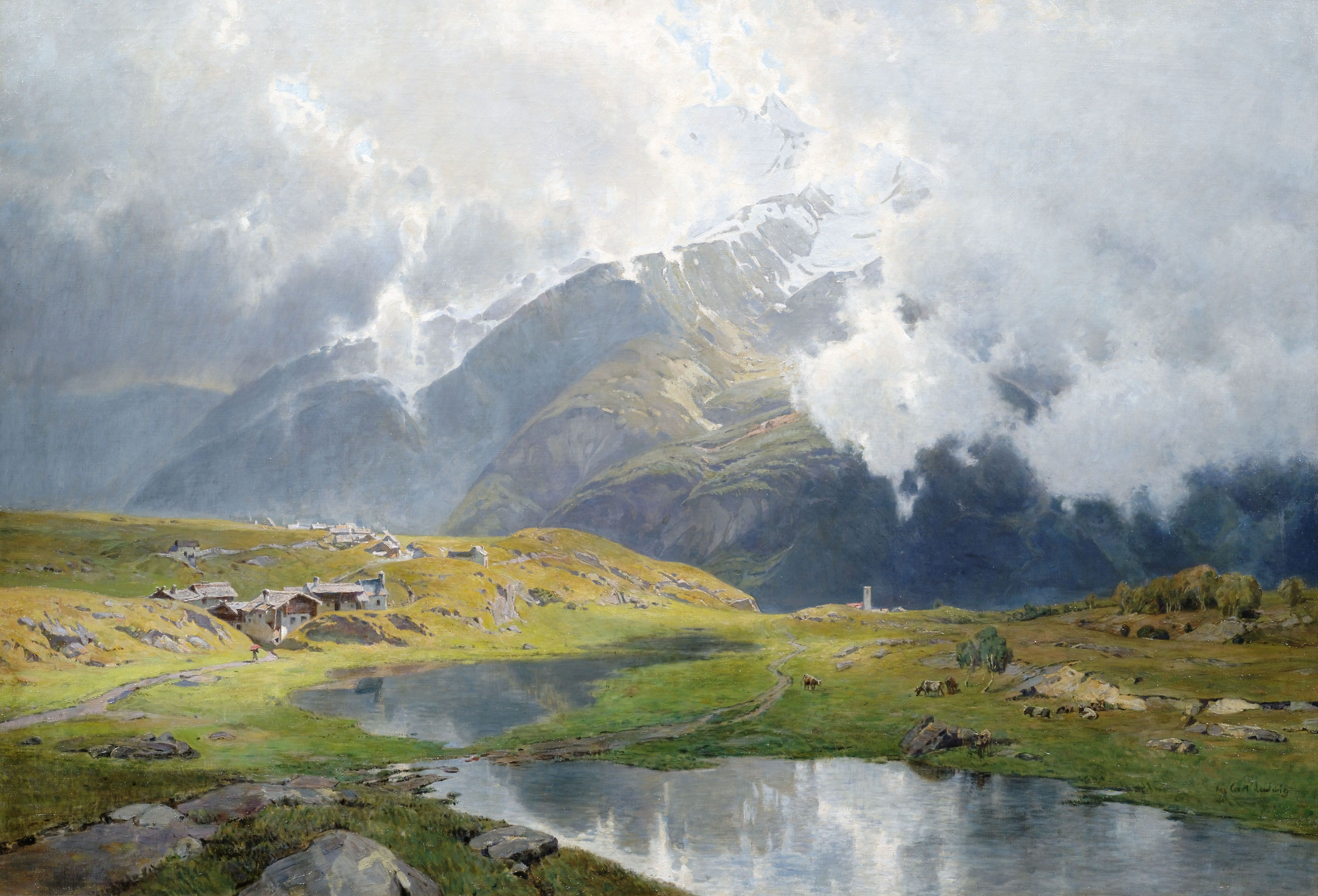
雲に覆われた高山の風景
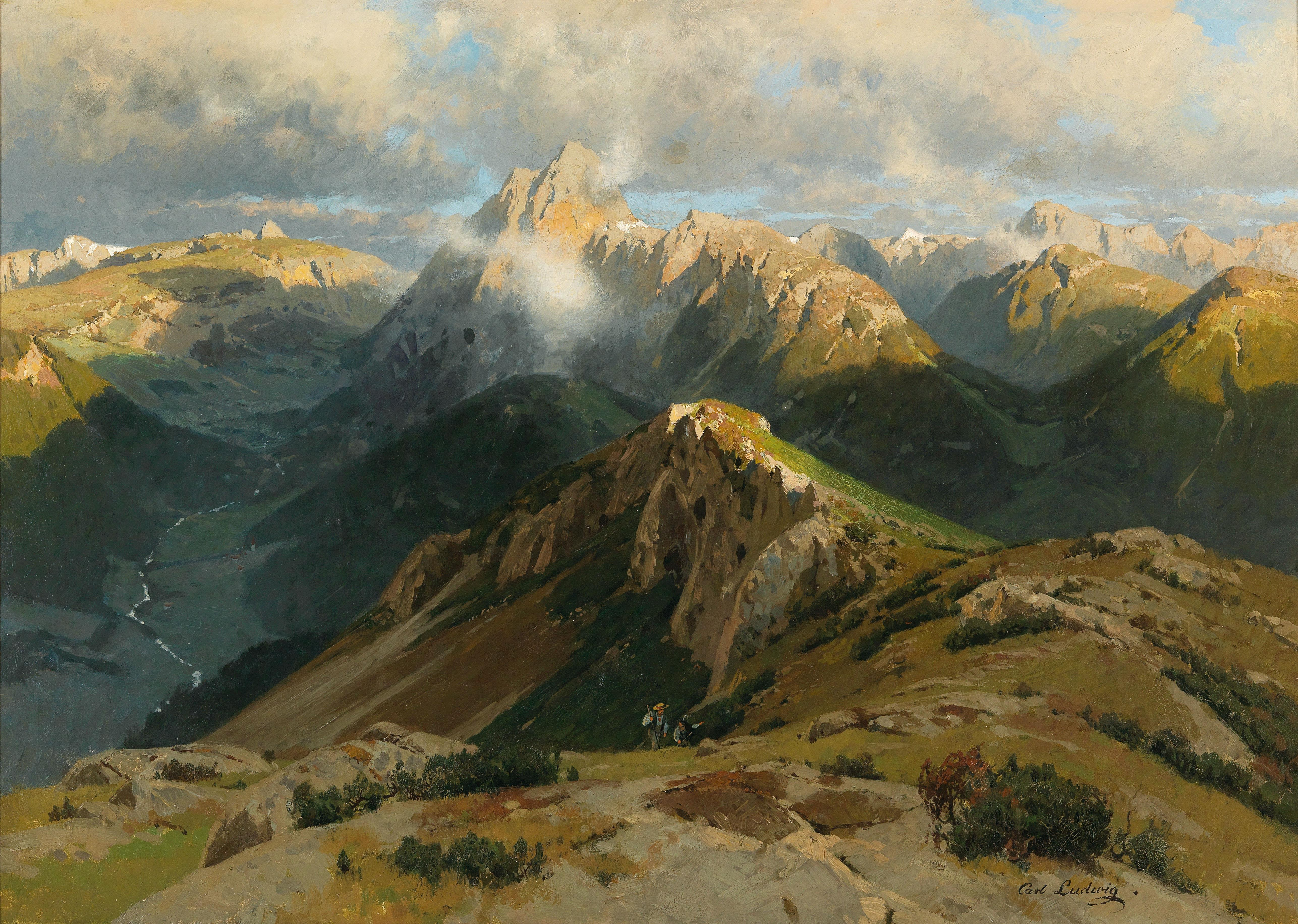
Hoher Fraßenの頂上